# حمام فیروزسالار
حمام فیروزسالار مربوط به دوره قاجار است و در شهرستان آذرشهر، بخش مرکزی، دهستان قاضی‌جهان، روستای فیروزسالار، خیابان ولیعصر، کوچه علی عنبر، میدان عاشورا واقع شده و این اثر در تاریخ ۱۸ اسفند ۱۳۸۷ با شمارهٔ ثبت ۲۵۱۸۹ به‌عنوان یکی از آثار ملی ایران به ثبت رسیده است.